# Ван Фландерн, Том
Томас ван Фландерн (англ. Thomas C. van Flandern, 26 июня 1940 — 9 января 2009 года) — американский астроном.
Родился в Кливленде, штат Огайо (США). Окончил университет Ксавьера в 1962 году, продолжил обучение в Джорджтаунском университете. До 1983 года работал в Военно-морской обсерватории США; занимался исследованиями параметров орбиты Луны. В 1969 году получил докторскую степень в области астрономии в Йельском университете.
После того, как в 1978 году было предположено, что у астероида (532) Геркулина есть естественный спутник, отстаивал точку зрения, согласно которой спутники у астероидов — правило, а не исключение (что почти единогласно было отвергнуто научным сообществом). Впервые спутник был обнаружен в 1993 году у астероида Ида космическим аппаратом Галилео.
Вместе с Р. С. Харрингтоном защищал гипотезу о том, что большой эксцентриситет орбиты Меркурия и малый вращательный момент Меркурия и Венеры объясняются тем, что Меркурий был спутником Венеры и был потерян ей. В 1993 году разработал оригинальную модель Солнечной системы.
Известен также своей книгой «Dark Matter, Missing Planets and New Comets» (1999), в которой указывал, что скорость гравитационных волн превышает скорость света; что некоторые структуры на Марсе имеют искусственное происхождение; что кометы с астероидами являются остатками взорвавшейся планеты; отрицал теорию Большого взрыва. Был консультантом по технологиям GPS.
Умер 9 января 2009 года в Сиэтле.
Том Ван Фландерн был членом Международного астрономического союза, Американского астрономического общества и нескольких других научных организаций.
С 1963 года был женат на Барбаре Анн Вебер (англ. Barbara Ann Weber). Имел четырёх детей.